# Stenhuggaren (TV-film)
Stenhuggaren är en TV-film i två delar som bygger på romanen Stenhuggaren av Camilla Läckberg.
Serien sändes i SVT under julhelgen 2009. Filmmusiken är skriven av Josef Rhedin.

## Handling
7-åriga Sara hittas drunknad vid en ö utanför Fjällbacka. Till en början tror polisen att det är en tragisk olycka som ligger bakom flickans död, men obduktionen visar mord. Sara har dränkts inomhus och kastats i havet. 

## Rollista, i urval
- Elisabet Carlsson – Erica Falck
- Niklas Hjulström – Patrik Hedström
- Sven-Åke Gustavsson – Bertil Mellberg
- Anja Lundkvist – Charlotte Florin
- Jonas Karlström – Martin Molin
- Christer Fjällström – Gösta Flygare
- Ingvar Haggren – Ernst Lundgren
- Lotta Karlge – Annika Jansson
- Jenny Lampa – Agnes som ung
- Lucas Palmnäs – Agnes tvillingbror
- Mona Malm – Lilian Florin
- Björn Bengtsson – Niklas Klinga
- Martin Wallström – Anders Andersson
- Dag Malmberg – August
- Erik Årman – Simon
- Ingemar Carlehed – Stig Florin
- Marie Delleskog – Agnes som äldre
- Josefin Neldén – Mary
- Hanna Bäfver – Mary som ung
- Elly Olivebring – Mary som barn
- Simon Norrthon – Kaj Wiberg
- Kalle Malmberg – Morgan Wiberg
- Irma Schultz Keller – Monica Wiberg
- Claudio Salgado – Pedersen